# Miguel Pérez Alvarado
Miguel Pérez Alvarado es un escritor español. Nació en Las Palmas de Gran Canaria en 1979. Entre 1997 y 2013 residió en Madrid, ciudad en la que estudió Ciencias Políticas y Periodismo. Su escritura, cualquiera que sea el género en que se despliegue, pretende poner en tensión la naturaleza poética del lenguaje y el pensamiento, hasta los umbrales de su indistinción mutua. Desde que en 2001 apareciera su primer libro, Teoría de la luz, ha publicado varios poemarios y textos ensayísticos, y se ha encargado de la edición de la obra de distintos autores. Asimismo, selección de sus escrituras y diversas colaboraciones han aparecido en varios medios escritos, entre otros Calibán, 2C-La Opinión de Tenerife, Cuadernos del Matemático, ABC-Cultural, Piedra y Cielo Digital, La Revue de Belles-Lettres, Revista Fogal, Cultura-La Provincia y la Revista de la Academia Canaria de la Lengua. 

## Obras

### Poesía
- Teoría de la luz. Amor más vivo, Las Palmas de Gran Canaria, Cabildo Insular de Gran Canaria, 2001.[2]
- Levantado templo, Las Palmas de Gran Canaria: Cíclope Editores, 2011.[3]
- Ala y sal, Madrid: El sastre de Apollinaire, 2018.[4][5]
- Abra, Las Palmas de Gran Canaria: Mercurio Editorial, 2018.[6][7]

### Ensayo
- Hilo de tres puntas. Conversaciones con Jorge Rodríguez Padrón, Santa Cruz de Tenerife: Ediciones Idea, 2009.
- Abordajes seguido de Ritmo (escrito con Iker Martínez), Santa Cruz de Tenerife: Ediciones Idea,
- En el arar la mar, Tenerife: Colección Léucade, 2012.
- Tras la sístole. Viaje y escritura insular, Las Palmas de Gran Canaria: Mercurio Editorial, 2015
- El regreso a la isla en Alonso Quesada, Pedro Perdomo y Manuel Padorno, Las Palmas de Gran Canaria: Mercurio Editorial. Colección Sobrescritos, 2019.

### Ediciones
- Variaciones sobre el asunto, Jorge Rodríguez Padrón. Las Palmas de Gran Canaria: Ediciones Tamaimos, 2015.
- Fisonomía de Canarias, Juan Manuel Trujillo. Las Palmas de Gran Canaria: Ediciones del Cabildo de Gran Canaria. Colección Pensar Canarias, 2018.

### Antología
- 10+-3. Poetas de las islas Canarias. Poetas das Ihlas Canárias, Toledo: Ianua Editora, 2018

## Galardones
Premio de Poesía Tomás Morales en su edición de 2000.